# Azotan nadtlenku acetylu
Azotan nadtlenku acetylu, PAN, C
2H
3NO
5 – organiczny związek chemiczny z grupy nadtlenków i nitroestrów.
Jest składnikiem smogu fotochemicznego, powstaje pod wpływem promieniowania ultrafioletowego ze składników spalin samochodowych – tlenków azotu i węglowodorów.